# Noc żywych trupów (film 1990)
Noc żywych trupów (tytuł oryg. Night of the Living Dead) – amerykański horror. Remake kultowego filmu z 1968 r. pod tym samym tytułem. Pełnometrażowy debiut reżyserski charakteryzatora Toma Saviniego.

## Fabuła
Barbara i Johnny przyjeżdżają na grób swojej matki, lecz wkrótce zostają zaatakowani przez zombie, który zabija Johnny’ego i goni Barbarę aż do opuszczonego domu. Wkrótce do domu przybywa czarnoskóry Ben i grupka pięciu innych ludzi. Teraz muszą bronić się przed hordą głodnych, żywych trupów.

## Obsada
- Patricia Tallman – Barbara
- Tony Todd – Ben
- David Grace – policjant, zombie
- Stacie Foster – mama Doll, zombie
- Greg Funk – zombie na cmentarzu
- Bill Cardille – człowiek przeprowadzający wywiad
- Berle Ellis – płonący zombie
- Tom Towles – Harry Cooper
- David W. Butler – Hondo
- Heather Mazur – Sarah Cooper

i inni. 